# Andreas Heinrich Schott

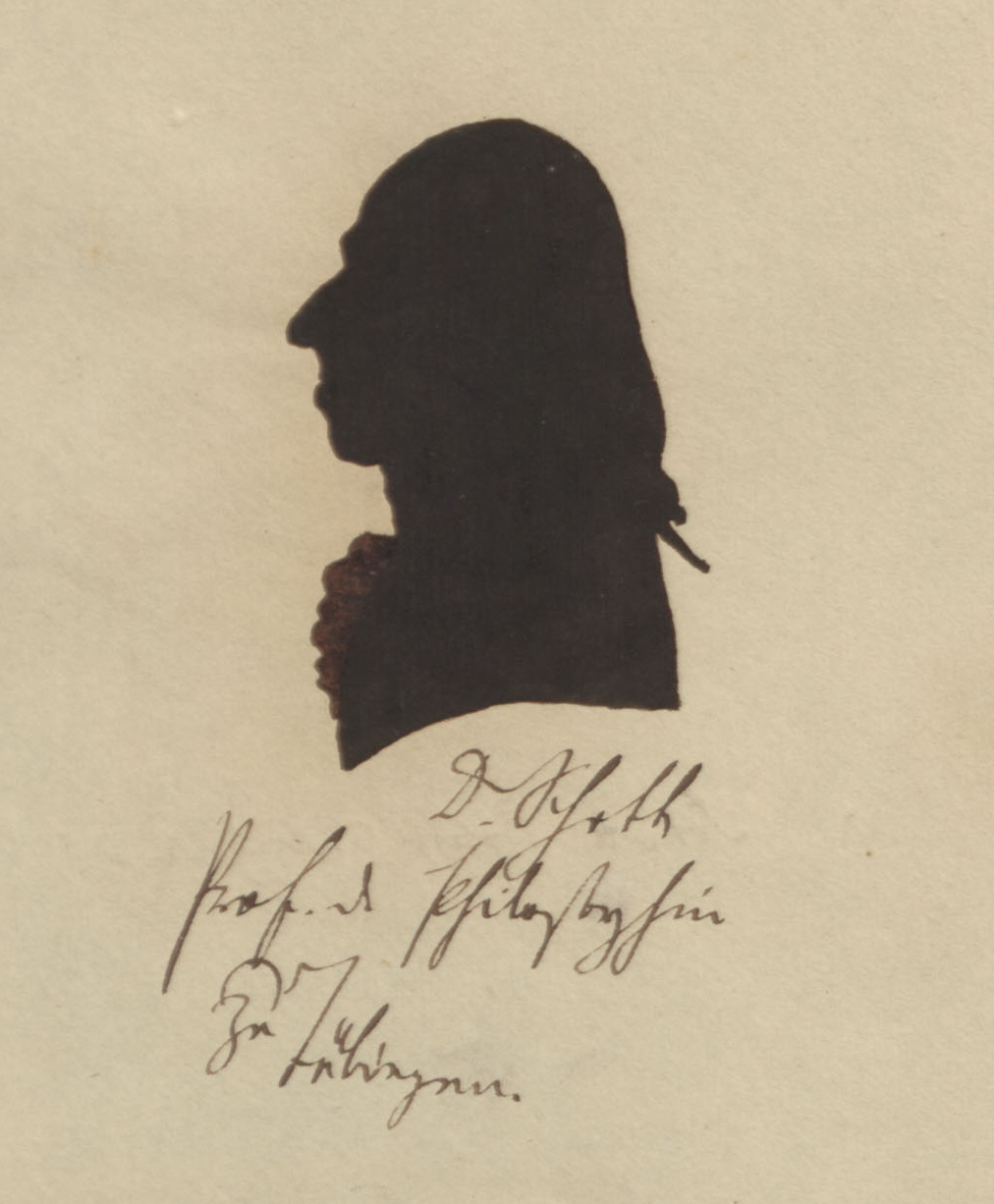
Andreas Heinrich Schott

Andreas Heinrich Schott (* 17. Februar 1758 in Tübingen; † 20. Februar 1831 in Stuttgart) war ein deutscher Philosoph, Bibliothekar und Hochschullehrer.

## Leben
Schott war Sohn des Tübinger Theologieprofessors Christoph Friedrich Schott. Er absolvierte das Stuttgarter Gymnasium und wurde am 29. Oktober 1776 an der Universität Tübingen immatrikuliert. Er erlangte am 25. September 1778 den Magistergrad in Philosophie und wurde 1784 Unterbibliothekar an der Universitätsbibliothek Tübingen.
Schott erlangte 1793 eine Anstellung als außerordentlicher Professor der Philosophie an der Tübinger Universität. Daneben war er weiter als Universitätsbibliothekar tätig. 1795 oder 1797 wurde er zum Dr. phil. promoviert. 1798 erfolgte seine Ernennung als ordentlicher Professor der Logik und Metaphysik sowie später zusätzlich der Eloquenz an der Philosophischen Fakultät der Universität Tübingen, wobei er das Amt des Bibliothekars aufgab. Er hatte in seiner Amtszeit viermal das Rektorat der Universität inne. So amtierte er 1803/1804, 1809/1810, 1812/1813 sowie 1814/1815 als Rektor der Universität. 
Schott war wie bereits sein Vater ab 1811 auch Pädagogiarch für die Lateinschulen des Gebietes Ob der Staig. Er verstarb unverheiratet in Stuttgart.
Der Tübinger Rechtsprofessor August Ludwig Schott war sein Bruder.

## Werke (Auswahl)
- Studium des Homers in niederen und höheren Schulen, Crusius, Leipzig 1783.
- Theorie der schönen Wissenschaften, 2 Bände, Cotta, Tübingen 1789–1790.
- Commentatio academica de ratione aestimandi libertatem et aequalitatem politicam, Schramm, Tübingen 1794.
- Dissertatio philosophica de origine cognitionis humanae, 2 Bände, Fues, Tübingen 1809–1810.